# اقتصاد مقدونیه شمالی

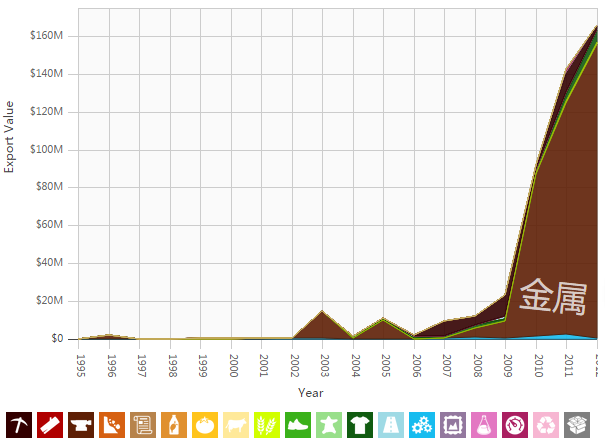
تصویر اقتصاد مقدونیه شمالی

پس از فروپاشی  یوگسلاوی در سال ۱۹۹۱ اقتصاد جمهوری مقدونیه محروم شد؛ زیرا فقیرترین جمهوری به‌شمار می‌رفت و فقط ۵ ٪ (از کل خروجی فدرال کالا و خدمات) از بازارهای کلیدی حفاظت شده  یوگسلاوی را در دست داشت و مقدار زیادی از اقتصادش بستگی به مرکز داشت. نداشتن زیرساخت، تحریم سازمان ملل بر بزرگ‌ترین بازار آن جمهوری فدرال سوسیالیستی یوگسلاوی، و از سوی دیگر تحریم اقتصادی از جانب یونان رشد اقتصادی این کشور را تا سال ۱۹۹۶ متوقف کرد. ارسال کارگران به خارج از کشور و کمک‌های خارجی دوره بهبود اقتصاد را نرم‌تر کردند. با این حال، رشد اقتصادی در سال ۱۹۹۹ به خاطر دررفتگی‌های شدید اقتصادی منطقه‌ای ناشی از جنگ کوزوو متوقف شده بود. تولید ناخالص داخلی هر سال به جز در سال ۲۰۰۱ افزایش یافته‌است، در سال ۲۰۰۰ این افزایش به ۵ ٪ رسید. خصوصی‌سازی موفق در سال ۲۰۰۰ ذخایر این کشور به بیش از ۷۰۰ میلیون دلار افزایش داد. همچنین، رهبری درست و ادامه تعهد به اصلاحات اقتصادی، تجارت آزاد و همکاری منطقه‌ای به این رشد کمک کرد. این اقتصاد می‌تواند نیازهای غذایی خود برآورده کند ولی هنوز وابستگی بسیار به منابع خارجی برای صنعت نفت و گاز و همین‌طور برای بسیاری از ماشین آلات مدرن و قطعات آنان دارد. تورم در سال ۲۰۰۰ به مرز ۱۱ ٪ رسید که مستقیماً به خاطر افزایش قیمت نفت بود.

## جدول اقتصادی
- رشد اقتصادی: ۲٫۵٪ در سال
- راه‌های درآمد: کشاورزی ۱۳٪ - صنعت ۳۲٪ - خدمات ۵۵٪
- نرخ تورم: ۱٪
- نیروی کار: ۶۷۳۰۰۰ نفر
- شغلها: کشاورزی ۳۲٪ - صنعت ۳۰٪ - آزاد ۳۸٪
- درصد بیکاری: ۳۵٪
- درصد مردم زیر خط فقر: ۳۰٫۲٪
- سود سالانه: ۱٫۰۶ میلیارد دلار
- هزینه سالانه: ۱ میلیارد دلار (۱۰۷ میلیون دلار هزینه پایتخت)
- صنایع: زغال سنگ – کروم – سرب – روی – آلیاژ نیکل – منسوجات –صنایع چوب – تنباکو
- نرخ رشد محصولات صنعتی: -۲٪ در سال
- تولید برق سالانه: ۶٫۶۶۴ میلیارد کیلو وات ساعت
- مصرف برق سالانه: ۶٫۱۹۸ میلیارد کیلو وات ساعت
- منابع تولید برق: سوختهای فسیلی ۸۵٫۳۷٪ - منابع آبی ۱۴٫۶۳٪
- فراورده‌های کشاورزی: برنج – تنباکو – گندم – ذرت – ارزن – پنبه – کنجد – برگ توت – مرکبات – سبزیجات
- فراورده‌های دامی: گوشت گاو – گوشت خوک – ماکیان – گوشت گوسفند
- صادرات: ۱٫۲ میلیارد دلار در سال
- کالاهای صادره: غذا – آشامیدنی – تنباکو – صنایع دستی – آهن و فولاد
- صادرات به کشورهای: آلمان ۲۱٪ - صربستان و مونتنگرو ۱۸٪ - آمریکا ۱۳٪ - یونان ۷٪ - ایتالیا ۶٪
- واردات: ۱٫۵۶ میلیارد دلار در سال
- کالاهای وارده: ماشین آلات و تجهیزات – سوخت – مواد غذایی – مواد شیمیایی
- واردات از کشورهای: آلمان ۱۳٪ - صربستان و مونتنگرو ۱۳٪ - اسلوونی ۸٪ - اوکراین ۶٪ - ایتالیا ۶٪
- دریافت وام بین‌المللی: ۱٫۷ میلیارد دلار
- دریافت کمکهای مالی: تایوان ۱۰٫۵ میلیون دلار – انگلیس ۱۰۰ میلیون دلار
- واحد پول: دینار مقدونیه = ۱۰۰ دنی